# Het Hoog Hemaal
Het Hoog Hemaal is een voormalig waterschap in de Nederlandse provincie Noord-Brabant. Het waterschap is in 1325 opgericht na goedkeuring door Jan III van Brabant en werd geleid door heemraden uit Lith, Lithoijen, Oss en Geffen. Het waterschap besloeg een gebied te midden van de plaatsen Oss, Lith en Lithoijen van 3123 bunder, 54 roeden en 78 ellen. Reden van oprichting was het gebied behoeden voor overstromingen van de Maas door middel van het bouwen van dijken, zoals dat eerder ook in nabijgelegen gebieden was gedaan. Hiervoor beheerde het waterschap 7641 ellen van de Maasdijk, waarvan delen al van de 12e eeuw stamden. Deze dijk is in de loop der eeuwen meermalen doorgebroken.
Hoog Hemaal waterde af, via een stenen sluis, de blaauwesluis genoemd, op de Maas en daarnaast op de Hertogswetering. In 1939 werd het waterschap opgeheven. Het gebied wordt tegenwoordig beheerd door het waterschap Aa en Maas.